# Tony Hagström
Anthony Tony Gunnar Hagström, född 15 november 1936 i Pipestone i Minnesota i USA, död 15 februari 2023, var en svensk tjänsteman. Han var generaldirektör för Televerket respektive verkställande direktör för Telia.

## Biografi
Hagström föddes i Minnesota i USA. Familjen återvände till Kisa 1946.
Hagström blev politices magister vid Stockholms universitet 1961, filosofie doktor vid Lunds universitet 1968, sekreterare i koncentrationsutredningen 1962–1972, departementssekreterare vid Finansdepartementet 1967–1969, kansliråd vid Industridepartementet 1969–1971, departementsråd där 1971–1972 och statssekreterare där 1973–1976.
Hagström var generaldirektör för Televerket 1977–1993 och verkställande direktör för Telia AB 1993–1994. Han invaldes som ledamot av Ingenjörsvetenskapsakademin 1983 och av Krigsvetenskapsakademin 1991, men utträdde ur den senare. 
Tony Hagström doktorerade vid Lunds universitet 1968 på en avhandling med titeln Kreditmarknadens struktur och funktionssätt. Avhandlingen publicerades även som en del av den statliga utredningen "Koncentrationsutredningen" som leddes av Lundaprofessorn Guy Arvidsson.
Tony Hagström var ordförande i Dataföreningen i Sverige, i IT-Forum, styrelseordförande i PKbanken 1988–1990 och i Nordbanken 1990–1991, styrelseledamot av Svenskt Stål AB, av Astra AB, av SAS, av International Telecommunication Union (ITU), med flera. Han blev jubeldoktor vid Lunds universitet 2019.

### Familj
Tony Hagström var son till folkskolläraren Gunnar Hagström och Anna, född Andersson. Han gifte sig 1958 med specialläraren Birgitta Christersson (1935–2006). I äktenskapet föddes två barn. Tony Hagström var sedan 2006 gift med Anne-Marie, född Åhlström.